# Сіалеєвська П'ятина
Сіале́євська П'я́тина (рос. Сиалеевская Пятина, ерз. Сиалеевской Пятина) — село у складі Інсарського району Мордовії, Росія. Адміністративний центр Сіалеєвсько-П'ятинської сільського поселення.
Населення — 465 осіб (2010; 517 у 2002).
Національний склад станом на 2002 рік:
- росіяни — 94 %